# 赤重町
赤重町（あかしげちょう）は、愛知県瀬戸市新郷連区の町名。丁番を持たない単独町名である。

## 地理
- 瀬戸市の南西部に位置する[8]。西を神川町・城ケ根町、北を瘤木町・新郷町、東を幡野町、南を東赤重町・菱野町と隣接している[8]。
- 中央部を県道が通り、それに沿って郵便局・遊技場・各種商店が並んで商店街を形成[8]。
- 近年、宅地・工場化が進み、樹林・農地はほとんど姿を消した[8]。

### 河川
- 井林川（矢田川支流）[8] ： 町の南東端、東赤重町との町境を西流している。
- 水無瀬川（矢田川支流）[8] ： 町の北西端、城ケ根町との町境を西流している。

- 井林川（赤重町・東赤重町境）
- 水無瀬川（赤重町・城ケ根町境）

### 学区
市立小・中学校に通う場合、学区は以下の通りとなる。また、公立高等学校普通科に通う場合の学区は以下の通りとなる。
| 番・番地等 | 小学校               | 中学校             | 高等学校 |
| ---------- | -------------------- | ------------------ | -------- |
| 全域       | 瀬戸市立幡山西小学校 | 瀬戸市立幡山中学校 | 尾張学区 |

## 歴史

### 町名の由来
江戸時代の菱野村村絵図には「赤シゲ洞」「アカシゲ」の地名が見られ、ここから赤重と呼ばれるようになったと伝えられている。

### 沿革
- 1963年（昭和38年）10月1日 - 瀬戸市大字菱野の一部により、同市赤重町として成立[2]。
- 1977年（昭和52年） - 町内において、平子第2号古窯の発掘調査が実施される[12]。
- 1978年（昭和53年）12月26日 - 町域の一部が菱野町となる[13]。
- 1984年（昭和59年）5月1日 - 瀬戸市大字菱野字井林・赤重の残部をそれぞれ編入する[14]。
- 1985年（昭和60年）4月27日 - 町域の一部が東赤重町・緑町・福元町となり、幡野町の一部を編入する[12][15]。

## 世帯数と人口
2024年（令和6年）2月1日現在の世帯数と人口は以下の通りである。
| 町丁   | 世帯数  | 人口  |
| ------ | ------- | ----- |
| 赤重町 | 249世帯 | 532人 |

### 人口の変遷
国勢調査による人口の推移。
| 1995年（平成7年）  | 506人 | [ 16 ] |  |
| 2000年（平成12年） | 624人 | [ 17 ] |  |
| 2005年（平成17年） | 605人 | [ 18 ] |  |
| 2010年（平成22年） | 584人 | [ 19 ] |  |
| 2015年（平成27年） | 576人 | [ 20 ] |  |
| 2020年（令和2年）  | 551人 | [ 21 ] |  |

### 世帯数の変遷
国勢調査による世帯数の推移。
| 1995年（平成7年）  | 163世帯 | [ 16 ] |  |
| 2000年（平成12年） | 195世帯 | [ 17 ] |  |
| 2005年（平成17年） | 200世帯 | [ 18 ] |  |
| 2010年（平成22年） | 220世帯 | [ 19 ] |  |
| 2015年（平成27年） | 212世帯 | [ 20 ] |  |
| 2020年（令和2年）  | 216世帯 | [ 21 ] |  |

## 交通

### 鉄道
愛知環状鉄道・愛知環状鉄道線 ： 町の南西部を南北に走っている。最寄り駅は、瀬戸口駅。
- 愛知環状鉄道線（赤重町内）

### バス
名鉄バス「東山線」
- 【40】【41】藤が丘 - 岩作 - 赤重 - 菱野団地 系統 ： 赤重バス停・赤重北バス停
- 【43】【44】藤が丘 - 岩作 - 赤重 - 瀬戸駅前 系統 ： 赤重バス停

- 赤重バス停
- 赤重北バス停

### 道路
愛知県道57号瀬戸大府東海線 ： 町の北東端から中央部を通って、町の南西部へ至る。
- 愛知県道57号標識（赤重町内）

## 施設
- 瀬戸幡山郵便局 ： 窓口は平日のみ、ATMは土曜日も営業[22]。駐車場は2台[22]。
- 介護付有料老人ホーム和《赤重館》 ： 2010年（平成22年）4月開設[23]。有限会社ケイズライフ・株式会社ケーツーホメナックスが運営している。全19室[24]。
- 赤重町ちびっこ広場 ： 町の東部にある小さな公園。ブランコとすべり台がある。

- 瀬戸幡山郵便局
- 介護付有料老人ホーム和《赤重館》
- 赤重町ちびっこ広場

## その他

### 日本郵便
- 郵便番号 ： 489-0878[6]（集配局：瀬戸郵便局[25]）。